# 桜蝋燭
桜蝋燭（サクラキャンドル、20XX年6月9日（蝋燭の日） - ）は、日本の女子プロレスラー。プロレスリングWAVE所属。

## 来歴
東京タワーの蝋人形館に展示された蝋人形にマルキ・ド・キャンドル侯爵により命が吹き込まれたというギミックを持つ覆面レスラー。
2009年6月28日、対noki-A・闘牛・空戦でデビュー（パートナーはポリスウ〜メン）。

## 所属
- プロレスリングWAVE（2009年 - ）

## 得意技
- キャンドルツイスト